# Филиппов, Андрей Николаевич
Андрей Николаевич Филиппов (род. 16 марта 1949, Москва) — советский и российский тренер по самбо, судья международной категории, Заслуженный тренер России (25 декабря 1992), Заслуженный работник физической культуры Российской Федерации.

## Биография
Увлекался хоккеем. Во время службы в армии участвовал в событиях в Чехословакии в 1968 году, в ходе которых был контужен. После армии начал заниматься самбо. В 1983 году окончил ГЦОЛИФК. Эксперт по аналитике в соревновательном и тренировочном процессе. В 1990-х годах работал тренером в Аргентине и Испании. Работает заместителем директора спортивной школы Самбо-70. Играет на гитаре и аккордеоне.

## Известные воспитанники
Андрей Филиппов является наставником чемпиона Европы и мира Александра Филатова.